# Имплозивные согласные
Имплози́вные согла́сные — глоттализованно-ингрессивные взрывные согласные. Воздушный поток возникает за счёт того, что гортань движется вверх и вниз.
При артикуляции имплозивного согласного голосовые складки продолжают колебаться во время смычки, когда гортань опускается вместе с голосовыми связками и увеличивает тем самым полость между голосовыми связками и оральной смычкой. Если это опускание происходит слишком быстро, то давление в гортани опускается даже ниже внешнего давления, за счёт чего возрастает одновременно перепад давления в лёгких. Если давление в ротовой полости и дальше остаётся ниже внешнего давления, то при раскрытии смычки воздух входит в ротовую полость (отсюда слово им-(<in)плозивные).
| МФА       | Описание                      | Пример                                |
| --------- | ----------------------------- | ------------------------------------- |
| [ɓ]       | звонкий билабиальный имплозив | Игбо [íɓa] «танцевать»                |
| [ɓ̥] (= ƥ) | глухой билабиальный имплозив  | Игбо [íɓ̥a] «хватать»                  |
| [ɗ]       | звонкий альвеолярный имплозив | Вьетнамский язык đỏ [ɗɔ313] «красный» |
| [ɗ̥] (= ƭ) | глухой альвеолярный имплозив  | Игбо [íɗ̥a] «жевать»                   |
| [ʄ]       | звонкий палатальный имплозив  | Синдхи [ʄatu] «необразованный»        |
| [ʄ̥] (= ƈ) | глухой велярный имплозив      |                                       |
| [ɠ]       | звонкий велярный имплозив     | Синдхи [ɠanu] «бедро животного»       |
| [ɠ̊] (= ƙ) | глухой велярный имплозив      |                                       |
| [ʛ]       | звонкий увулярный имплозив    | Мамский язык [ʛa] «огонь»             |
| [ʛ̥] (= ʠ) | глухой увулярный имплозив     | в языке Мам                           |